# Miniera di Gaspa La Torre

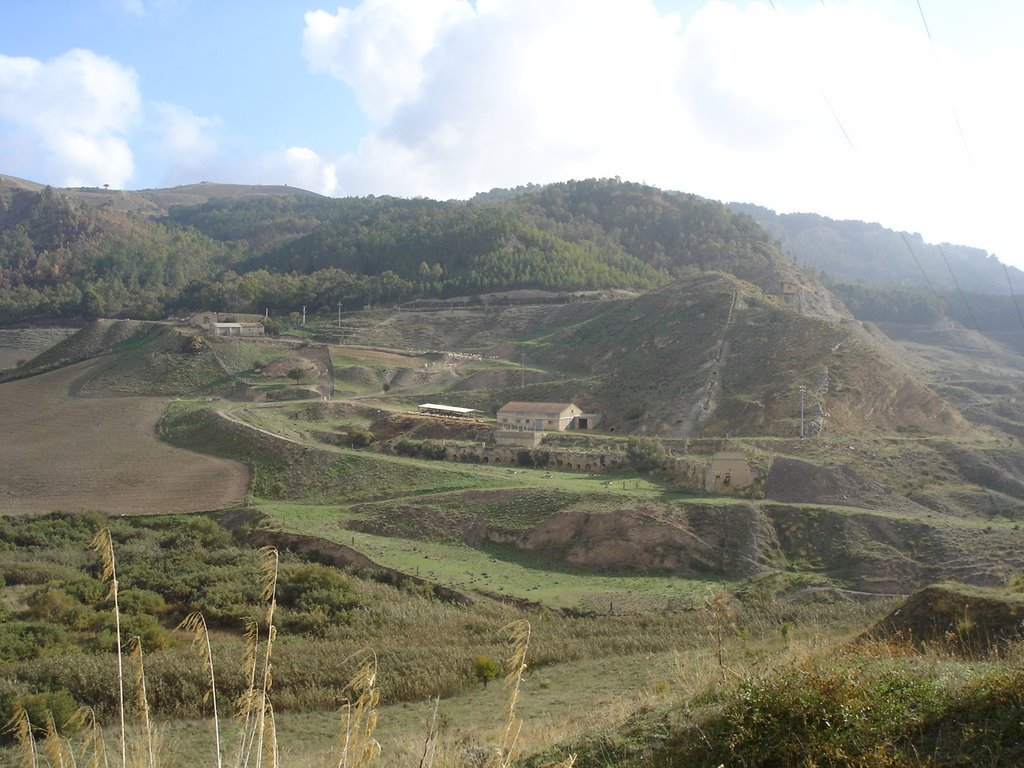
Miniera di Gaspa La Torre (Villarosa)

La miniera di Gaspa la Torre è situata nel territorio di Villapriolo, frazione di Villarosa, in provincia di Enna in Sicilia.

## Storia
È stato uno dei maggiori, se non il più grande, bacino minerario legato all'estrazione dello zolfo della Sicilia, regione che per molti anni ne fu la più grande produttrice del mondo.

È nominata per la prima volta nel 22 febbraio 1768. 

La Miniera Gaspa si trova sul sentiero che, costeggiando il Lago Morello e il fiume Morello, risale dalla ferrovia Stazione di Villarosa fino al vicino centro abitato di Villapriolo.

Proprietario della miniera fu il duca di Villarosa D. Placido Notarbartolo (Palermo 29 Ottobre 1718 - Palermo 13 Novembre 1783). Nel 1935 la miniera fu riservata per privati.
 
Nel 1933 in Italia fu creato l' "Ufficio per la vendita dello zolfo italiano" poi divenuto nel 1940 "Ente nazionale zolfi italiani" al fine di contrastare la crisi dell'industria zolfifera e impegnandosi a migliorare le condizioni lavorative dei minatori con costruzione di case ed alloggi, ma anche avviando iniziative di assistenza sanitaria e assistenza sociale.

Nel 1965 essa fu data all'EMS (Ente minerario siciliano) e nel 1970 furono chiuse le porte della miniera. Oggi qui si può ammirare una gola stretta che è caratterizzata dal colore rosa dei versanti, caratteristico degli scarti della lavorazione delle miniere.